# Hoàng Xuân Du
Hoàng Xuân Du là một tướng lĩnh của lực lượng Công an nhân dân Việt Nam với quân hàm Thiếu tướng. Ông hiện giữ chức vụ Phó thủ trưởng Cơ quan thi hành án hình sự Bộ Công an, Phó Cục trưởng Cục Cảnh sát quản lý trại giam, cơ sở giáo dục bắt buộc, trường giáo dưỡng (Cục C10), Bộ Công an.

## Tiểu sử
Hoàng Xuân Du là đảng viên Đảng Cộng sản Việt Nam.
Từ tháng 9 năm 2015 đến tháng 8 năm 2018, Hoàng Xuân Du là Đại tá, Phó Cục trưởng Cục Giáo dục cải tạo và hòa nhập cộng đồng (Cục C86), Tổng cục 8, Bộ Công an.
Từ tháng 9 năm 2018, Hoàng Xuân Du là Đại tá, Phó Cục trưởng Cục Cảnh sát quản lý trại giam, cơ sở giáo dục bắt buộc, trường giáo dưỡng (Cục C10), Bộ Công an..
Ngày 6 tháng 1 năm 2019, Đại tá Hoàng Xuân Du được trao quyết định của Bộ trưởng Bộ Công an Tô Lâm bổ nhiệm giữ chức vụ Phó thủ trưởng Cơ quan thi hành án hình sự Bộ Công an.
Từ tháng 9 năm 2019, Hoàng Xuân Du là Thiếu tướng Công an nhân dân Việt Nam, Phó Cục trưởng Cục Cảnh sát Quản lý trại giam, cơ sở giáo dục và trường giáo dưỡng, Bộ Công an.

## Lịch sử thụ phong quân hàm
| Năm thụ phong | –      | 2019        |
| ------------- | ------ | ----------- |
| Quân hàm      |        |             |
| Cấp bậc       | Đại tá | Thiếu tướng |